# واجهة متعددة الوسائط عالية الوضوح

أسنان واجهة متعدد الوسائط عالية الوضوح

الواجهة متعددة الوسائط عالية الوضوح (بالإنجليزية: High-Definition Multimedia Interface)‏ وتُدعى اختصاراً ومشتهرة بـ HDMI هي وصلة لا يفضل فيها طول الكابل تستخدم لنقل الصوت والصورة بحيث يكون الفيديو بشكل غير مضغوط والصوت يكون مضغوط أو غير مضغوط في كابل واحد وحديثا يتم نقل الإنترنت عبر الكابل أيضا تم تصميم الكابل ليكون بديلا للكابلات التناظرية (انالوج) ويعمل الكابل بواسطة بروتوكول أو تقينة تسمي TMDS صمم الكابل أيضا ليكون متوافقا مع كابل DVI بدون أي فقد في الإشارة أو في جودة الصورة
.
وهي البديل الرقمي لوصلات الإشارات التناظرية مثل الكبل المحوري والفيديو المركب (بالإنجليزية: Composite Video)‏ وكابلات إس فيديو (بالإنجليزية: S-Video)‏ وسكارت (بالإنجليزية: SCART)‏ ومنظومة العرض المرئي. وتصل واجهة متعدد الوسائط عالي الوضوح الصوت والصورة من المصادر الرقمية مثل مشغلات الدي في دي ومشغلات الدي في دي فائقة الدقة ومشغلات
أقراص بلو راي ومسجلات إيه في سي إتش دي والحواسب الشخصية ونظم ألعاب الفيديو مثل بلاي ستيشن 3 وإكس بوكس 360 إلى نظيراتها التماثلية مثل شاشات الحاسوب أو التلفاز الرقمي وغيرها.

## المواصفات
- 1- صورة أوضح وصوت رقمي عالي النقاء والوضوح.
- 2- صورة أوضح بـ 10 أضعاف وإبراز التفاصيل الصغيرة.
- 3- صوت محيطي 5.1 رقمي نظام دولبي عالي النقاء.
- 4- خدمات تفاعلية ما بين المشاهد والفلم أوالبرامج الحية.

## النسخ
النسخة الأولى ظهرت في عام 2002 .